# 제비스-파르디슬라역
제비스-파르디슬라역(독일어: Bahnhof Seewis-Pardisla)은 스위스 그리종주의 제비스 임 프레티가우에 위치한 철도역이다. 이 역은 래티셰 철도의 1,000mm 미터궤 란트콰르트-다보스 플라츠선의 중간 정차역이다. 2018년 12월 이전까지 이 역은 제비스-팔차이나역(Seewis-Valzeina)으로 알려져 있었다.

## 운행편
제비스-파르디슬라역은 쿠어 S-반 S1이 운행한다.
- 레기오 :
  - 스쿠올-타라스프까지 제한된 운행
  - 란트콰르트와 다보스 플라츠 사이에 제한된 운행
- 쿠어 S-반 S1 : 레췬스와 쉬어스 사이를 매시간 운행